# Ron Nyswaner
Ron Nyswaner (Clarksville, 5 oktober 1956) is een Amerikaans scenarioschrijver.

## Biografie
Nyswaner schreef in 1982 voor filmregisseur Susan Seidelman zijn eerste scenario voor de film Smithereens. In 1988 maakte hij zijn regiedebuut met de film The Prince of Pennsylvania. Hierbij schreef hij ook het scenario. Nyswaner die geen geheim maakt over zijn seksuele geaardheid en opkomt voor homorechten, heeft vaak aan films gewerkt met de thema homoseksualiteit, homofobie en aids. Een van zijn bekendste films waar deze onderwerpen aan bod komen zijn in de film Philadelphia, waarmee hij in 1994 werd genomineerd voor een Oscar en Golden Globe  voor beste originele scenario. In 2004 publiceerde hij Blue Days, Black Nights: A Memoir, een autobiografie waarin hij beschrijft zijn relatie met alcohol en drugs.

## Filmografie
- 1982: Smithereens
- 1984: Swing Shift
- 1984: Mrs. Soffel
- 1988: The Prince of Pennsylvania (ook regie)
- 1989: Gross Anatomy
- 1990: Love Hurts
- 1993: Philadelphia
- 2003: Soldier's Girl
- 2006: The Painted Veil
- 2012: Why Stop Now? (ook regie)
- 2015: Freeheld